# Campeonato Europeo de Balonmano Masculino de 2006
El VII Campeonato Europeo de Balonmano Masculino se celebró en Suiza entre el 26 de enero y el 5 de febrero de 2006 bajo la organización de la Federación Europea de Balonmano (EHF) y la Federación Suiza de Balonmano.

## Sedes
| Grupo       | Ciudad     | Instalación                  | Capacidad |
| ----------- | ---------- | ---------------------------- | --------- |
| A y II      | St. Gallen | Pabellón Kreuzbleich         | 4500      |
| B y I       | Basilea    | Pabellón St. Jakob           | 8500      |
| C           | Berna      | Pabellón Wankdorf            | 3100      |
| D           | Sursee     | Pabellón Municipal de Sursee | 3500      |
| Ronda final | Zúrich     | Hallenstadion                | 11 500    |

## Grupos
| Grupo A   | Grupo B    | Grupo C             | Grupo D  |
| --------- | ---------- | ------------------- | -------- |
| Polonia   | España     | Islandia            | Croacia  |
| Ucrania   | Alemania   | Serbia y Montenegro | Portugal |
| Eslovenia | Francia    | Hungría             | Rusia    |
| Suiza     | Eslovaquia | Dinamarca           | Noruega  |

## Primera Ronda
Los primeros tres de cada grupo alcanzan la ronda principal. Los cuatro últimos juegan entre sí por los puestos 13 a 16.

### Grupo A
| Equipo    | J | G | E | P | GF | GC | DG  | PTS |
| --------- | - | - | - | - | -- | -- | --- | --- |
| Eslovenia | 3 | 3 | 0 | 0 | 95 | 85 | +10 | 6   |
| Polonia   | 3 | 1 | 1 | 1 | 93 | 88 | +5  | 3   |
| Ucrania   | 3 | 1 | 0 | 2 | 92 | 96 | -4  | 2   |
| Suiza     | 3 | 0 | 1 | 2 | 86 | 97 | -11 | 1   |

- Resultados

| Fecha    | Hora² | Partido¹  | Partido¹ | Partido¹  | Resultado |
| -------- | ----- | --------- | -------- | --------- | --------- |
| 26.01.06 | 17:30 | Polonia   | -        | Ucrania   | 33-24     |
| 26.01.06 | 20:15 | Eslovenia | -        | Suiza     | 29-25     |
| 28.01.06 | 16:15 | Suiza     | -        | Polonia   | 31-31     |
| 28.01.06 | 18:30 | Ucrania   | -        | Eslovenia | 31-33     |
| 29.01.06 | 14:00 | Eslovenia | -        | Polonia   | 33-29     |
| 29.01.06 | 16:15 | Suiza     | -        | Ucrania   | 30-37     |

- (¹) -  Todos en St. Gallen
- (²) -  Hora local de Suiza (UTC +1)

### Grupo B
| Equipo     | J | G | E | P | GF | GC  | DG  | PTS |
| ---------- | - | - | - | - | -- | --- | --- | --- |
| España     | 3 | 2 | 1 | 0 | 94 | 82  | +12 | 5   |
| Francia    | 3 | 2 | 0 | 1 | 88 | 75  | +13 | 4   |
| Alemania   | 3 | 1 | 1 | 1 | 87 | 84  | +3  | 3   |
| Eslovaquia | 3 | 0 | 0 | 3 | 72 | 100 | -28 | 0   |

- Resultados

| Fecha    | Hora² | Partido¹ | Partido¹ | Partido¹   | Resultado |
| -------- | ----- | -------- | -------- | ---------- | --------- |
| 26.01.06 | 15:45 | España   | -        | Alemania   | 31-31     |
| 26.01.06 | 18:00 | Francia  | -        | Eslovaquia | 35-21     |
| 28.01.06 | 14:00 | Alemania | -        | Eslovaquia | 31-26     |
| 28.01.06 | 16:15 | España   | -        | Francia    | 29-26     |
| 29.01.06 | 15:15 | Alemania | -        | Francia    | 25-27     |
| 29.01.06 | 17:30 | España   | -        | Eslovaquia | 34-25     |

- (¹) -  Todos en Basilea
- (²) -  Hora local de Suiza (UTC +1)

### Grupo C
| Equipo              | J | G | E | P | GF | GC | DG | PTS |
| ------------------- | - | - | - | - | -- | -- | -- | --- |
| Dinamarca           | 3 | 2 | 1 | 0 | 90 | 82 | +8 | 5   |
| Islandia            | 3 | 1 | 1 | 1 | 95 | 94 | +1 | 3   |
| Serbia y Montenegro | 3 | 1 | 0 | 2 | 89 | 93 | -4 | 2   |
| Hungría             | 3 | 1 | 0 | 2 | 84 | 89 | -5 | 2   |

- Resultados

| Fecha    | Hora² | Partido¹            | Partido¹ | Partido¹            | Resultado |
| -------- | ----- | ------------------- | -------- | ------------------- | --------- |
| 26.01.06 | 18:00 | Islandia            | -        | Serbia y Montenegro | 16-11     |
| 26.01.06 | 20:15 | Hungría             | -        | Dinamarca           | 25-29     |
| 27.01.06 | 18:00 | Serbia y Montenegro | -        | Hungría             | 29-24     |
| 27.01.06 | 20:15 | Dinamarca           | -        | Islandia            | 28-28     |
| 29.01.06 | 18:00 | Islandia            | -        | Hungría             | 31-35     |
| 29.01.06 | 20:15 | Serbia y Montenegro | -        | Dinamarca           | 29-33     |

- (¹) -  Todos en Berna
- (²) -  Hora local de Suiza (UTC +1)

### Grupo D
| Equipo   | J | G | E | P | GF | GC | DG  | PTS |
| -------- | - | - | - | - | -- | -- | --- | --- |
| Rusia    | 3 | 3 | 0 | 0 | 89 | 82 | +7  | 6   |
| Croacia  | 2 | 2 | 0 | 1 | 85 | 79 | +6  | 4   |
| Noruega  | 3 | 1 | 0 | 2 | 86 | 83 | +3  | 2   |
| Portugal | 3 | 0 | 0 | 3 | 80 | 96 | -16 | 0   |

- Resultados

| Fecha    | Hora² | Partido¹ | Partido¹ | Partido¹ | Resultado |
| -------- | ----- | -------- | -------- | -------- | --------- |
| 26.01.06 | 17:00 | Croacia  | -        | Portugal | 24-21     |
| 26.01.06 | 19:10 | Rusia    | -        | Noruega  | 24-21     |
| 27.01.06 | 18:00 | Rusia    | -        | Portugal | 35-32     |
| 27.01.06 | 20:15 | Croacia  | -        | Noruega  | 32-28     |
| 29.01.06 | 17:00 | Croacia  | -        | Rusia    | 29-30     |
| 29.01.06 | 19:10 | Portugal | -        | Noruega  | 27-37     |

- (¹) -  Todos en Sursee
- (²) -  Hora local de Suiza (UTC +1)

## Segunda Ronda
Clasifican los tres primeros de cada grupo formando dos grupos, el I (los tres mejores clasificados del A y del B) y el II (con los tres del C y del D). Compiten entre sí con los puntos que ya habían logrado en la ronda anterior, pero quitándoles los puntos que obtuvieron al jugar con el equipo no clasificado.

### Grupo I
| Equipo    | J | G | E | P | GF  | GC  | DG  | PTS |
| --------- | - | - | - | - | --- | --- | --- | --- |
| España    | 5 | 4 | 1 | 0 | 164 | 144 | +20 | 9   |
| Francia   | 5 | 4 | 0 | 1 | 148 | 125 | +23 | 8   |
| Alemania  | 5 | 3 | 1 | 1 | 160 | 137 | +23 | 7   |
| Eslovenia | 5 | 2 | 0 | 3 | 162 | 169 | -7  | 4   |
| Polonia   | 5 | 1 | 0 | 4 | 132 | 154 | -22 | 2   |
| Ucrania   | 5 | 0 | 0 | 5 | 126 | 163 | -37 | 0   |

- Resultados

| Fecha    | Hora² | Partido¹  | Partido¹ | Partido¹ | Resultado |
| -------- | ----- | --------- | -------- | -------- | --------- |
| 31.01.06 | 17:30 | Eslovenia | -        | Francia  | 30-34     |
| 31.01.06 | 20:00 | Polonia   | -        | España   | 25-34     |
| 31.01.06 | 15:15 | Ucrania   | -        | Alemania | 22-36     |
| 01.02.06 | 15:15 | Eslovenia | -        | Alemania | 33-36     |
| 01.02.06 | 20:15 | Ucrania   | -        | España   | 29-31     |
| 01.02.06 | 17:30 | Polonia   | -        | Francia  | 21-31     |
| 02.02.06 | 17:30 | Ucrania   | -        | Francia  | 20-30     |
| 02.02.06 | 15:15 | Polonia   | -        | Alemania | 24-32     |
| 02.02.06 | 20:00 | Eslovenia | -        | España   | 33-39     |

- (¹) -  Todos en Basilea
- (²) -  Hora local de Suiza (UTC +1)

### Grupo II
| Equipo              | J | G | E | P | GF  | GC  | DG  | PTS |
| ------------------- | - | - | - | - | --- | --- | --- | --- |
| Croacia             | 5 | 4 | 0 | 1 | 155 | 146 | +9  | 8   |
| Dinamarca           | 5 | 3 | 1 | 1 | 161 | 147 | +14 | 7   |
| Rusia               | 5 | 3 | 0 | 1 | 143 | 140 | +3  | 6   |
| Islandia            | 5 | 2 | 1 | 1 | 159 | 156 | +3  | 5   |
| Noruega             | 5 | 1 | 0 | 4 | 141 | 150 | -9  | 2   |
| Serbia y Montenegro | 5 | 1 | 0 | 4 | 137 | 157 | -20 | 2   |

- Resultados

| Fecha    | Hora² | Partido¹            | Partido¹ | Partido¹ | Resultado |
| -------- | ----- | ------------------- | -------- | -------- | --------- |
| 31.01.06 | 18:00 | Dinamarca           | -        | Croacia  | 30-31     |
| 31.01.06 | 15:45 | Islandia            | -        | Rusia    | 34-32     |
| 31.01.06 | 20:15 | Serbia y Montenegro | -        | Noruega  | 26-25     |
| 01.02.06 | 20:15 | Dinamarca           | -        | Noruega  | 35-31     |
| 01.02.06 | 15:45 | Serbia y Montenegro | -        | Rusia    | 21-29     |
| 01.02.06 | 18:00 | Islandia            | -        | Croacia  | 28-29     |
| 02.02.06 | 18:00 | Islandia            | -        | Noruega  | 33-36     |
| 02.02.06 | 15:45 | Serbia y Montenegro | -        | Croacia  | 30-34     |
| 02.02.06 | 20:15 | Dinamarca           | -        | Rusia    | 35-28     |

- (¹) -  Todos en St. Gallen
- (²) -  Hora local de Suiza (UTC +1)

## Fase final
|  | Semifinales | Semifinales |    |           | Final         | Final |  |
|  |             |             |    |           |               |       |  |
|  |             |             |    |           |               |       |  |
|  |             |             |    |           |               |       |  |
|  | España      | 34          |    |           |               |       |  |
|  | Dinamarca   | 31          |    |           |               |       |  |
|  |             |             |    |           |               |       |  |
|  |             |             |    |           |               |       |  |
|  |             |             |    |           | España        | 23    |  |
|  |             | Francia     | 31 |           |               |       |  |
|  |             |             |    |           |               |       |  |
|  |             |             |    |           |               |       |  |
|  |             |             |    |           | Tercer Puesto |       |  |
|  |             |             |    |           |               |       |  |
|  | Croacia     | 23          |    | Dinamarca | 32            |       |  |
|  | Francia     | 29          |    |           | Croacia       | 27    |  |

### Semifinales
| Fecha    | Hora² | Partido¹ | Partido¹ | Partido¹  | Resultado |
| -------- | ----- | -------- | -------- | --------- | --------- |
| 04.02.06 | 14:15 | España   | -        | Dinamarca | 34-31     |
| 04.02.06 | 17:00 | Croacia  | -        | Francia   | 23-29     |

- (¹) -  En Zúrich
- (²) -  Hora local de Suiza (UTC +1)

### Quinto Puesto
| Fecha    | Hora² | Partido¹ | Partido¹ | Partido¹ | Resultado |
| -------- | ----- | -------- | -------- | -------- | --------- |
| 04.02.06 | 11:45 | Alemania | -        | Rusia    | 32-30     |

### Tercer Puesto
| Fecha    | Hora² | Partido¹  | Partido¹ | Partido¹ | Resultado |
| -------- | ----- | --------- | -------- | -------- | --------- |
| 05.02.06 | 13:30 | Dinamarca | -        | Croacia  | 32-27     |

### Final
| Fecha    | Hora² | Partido¹ | Partido¹ | Partido¹ | Resultado |
| -------- | ----- | -------- | -------- | -------- | --------- |
| 05.02.06 | 16:00 | España   | -        | Francia  | 23-31     |

- (¹) -  En Zúrich
- (²) -  Hora local de Suiza (UTC +1)

## Medallero
|         |        |           |
| Francia | España | Dinamarca |

### Clasificación general
| 1. Francia             |
| 2. España              |
| 3. Dinamarca           |
| 4. Croacia             |
| 5. Alemania            |
| 6. Rusia               |
| 7. Islandia            |
| 8. Eslovenia           |
| 9. Serbia y Montenegro |
| 10. Polonia            |
| 11. Noruega            |
| 12. Ucrania            |
| 13. Hungría            |
| 14. Suiza              |
| 15. Portugal           |
| 16. Eslovaquia         |

### Máximos goleadores
| Puesto | Nombre            | País      | Goles |
| ------ | ----------------- | --------- | ----- |
| 1      | Siarhei Rutenka   | Eslovenia | 51    |
| 2      | Albert Rocas      | España    | 45    |
| 3      | Eduard Koksharov  | Rusia     | 44    |
| 4      | Ivano Balić       | Croacia   | 43    |
| 5      | Snorri Guðjónsson | Islandia  | 42    |
| 6      | Nikola Karabatić  | Francia   | 40    |
| 7      | Iker Romero       | España    | 40    |
|        | Søren Stryger     | Dinamarca | 40    |
| 9      | Florian Kehrmann  | Alemania  | 39    |
|        | Michael Knudsen   | Dinamarca | 39    |

### Equipo ideal
| Jugador           | País      | Puesto            |
| ----------------- | --------- | ----------------- |
| Thierry Omeyer    | Francia   | Portero           |
| Eduard Koksharov  | Rusia     | Extremo izquierdo |
| Iker Romero       | España    | Lateral izquierdo |
| Ivano Balić       | Croacia   | Central           |
| Ólafur Stefánsson | Islandia  | Lateral derecho   |
| Søren Stryger     | Dinamarca | Extremo derecho   |
| Rolando Uríos     | España    | Pivote            |